# Pontus Lanner
Frans Pontus Lanner, född 1 september 1880 i Karlstad, död 22 mars 1944 i Stockholm, var en svensk målare, tecknare och grafiker.
Han var son till grosshandlaren Axel Maurits Lanner och Lina Andersson och bror till Olga Lanner.
Lanner studerade vid Konstakademin 1900-1905. Han debuterade med separatutställningar i Stockholm 1914. Han har för Smålands nation i Uppsala målat porträtten av professorerna N. C. Dunér och A. O. Lindfors samt ett antal bokillustrationer.  
Hans konst består av interiörmotiv och landskap vanligen utförda i smärre format.
Lanner är representerad vid Värmlands museum med ett strandmotiv samt i Sigtuna museum.